# Czerwonoziemy
Czerwonoziemy (żółtoziemy, lateryty) – gleby powstałe na laterycie występujące przede wszystkim w okołorównikowych strefach klimatycznych, w klimacie gorącym i wilgotnym. Czerwony kolor zawdzięczają dużej domieszce związków żelaza. Są to gleby o minimalnej zawartości próchnicy (ok. 1%), gdyż mimo że rozkład organizmów żywych jest szybki z powodu wysokiej temperatury, to spora ilość opadów wymywa tworzącą się warstwę próchniczą. W związku z tym, gleby tego typu są mało przydatne do upraw rolnych. Duże opady atmosferyczne powodują, że w glebach tych obserwujemy intensywne przemywanie, w wyniku którego dochodzi do dekoncentracji wodorotlenków glinu i żelaza w górnych poziomach. Z nich powstają minerały wtórne, które nadają glebie barwę zależną od stopnia ich uwodnienia.
Czerwonoziemy można spotkać w:
- Ameryce Środkowej
- Afryce – na terenach równikowych
- Północnej Australii
- Amazonii
- Chinach
- Indiach